# La Prisonnière (1968)
La Prisonnière is een Franse dramafilm uit 1968 onder regie van Henri-Georges Clouzot.

## Verhaal
In de kunstgalerij van Stanislas Hassler bevindt zich onder meer het werk van de kunstenaar Gilbert Moreau. Zijn vrouw José  is geïntrigeerd door Stanislas, die in zijn vrije tijd zijn vreemde, artistieke smaak fotografeert in zijn appartement. Uit de foto's blijkt het verwrongen karakter van Stanislas. José  moet kiezen tussen Stanislas en haar man.

## Rolverdeling
| Acteur            | Personage         |
| ----------------- | ----------------- |
| Laurent Terzieff  | Stanislas Hassler |
| Elisabeth Wiener  | José              |
| Bernard Fresson   | Gilbert Moreau    |
| Dany Carrel       | Maguy             |
| Michel Etcheverry | Chirurg           |
| Claude Piéplu     | Vader van José    |
| Noëlle Adam       | Moeder van José   |
| Daniel Rivière    | Maurice           |